# Vlk mongolský
Vlk mongolský (Canis lupus chanco), nazývaný často také jako tibetský vlk, popř. jako čínský, korejský, stepní nebo himálajský vlk, je poddruhem vlka obecného (Canis lupus). Jeho domovem je jihozápadní Rusko, himálajské oblasti Indie, Nepálu a Bhútánu, střední část Číny, Tibet a Mandžusko.

## Popis
Barva srsti mongolského vlka se mění v závislosti na ročním období. Je to obvykle směs hnědé, šedé, bílé, žluté a černé barvy. V zimě je výraznější černá a bílá barva.
Vypadá podobně jako vlk eurasijský, ale je menší, váží maximálně 45 kg. Na rozdíl od vlka eurasijského má krátké světlé chlupy na uších, na bocích a na vnějších stranách končetin. Také má ve srovnání s vlkem eurasijským delší nos a štíhlejší lebku. Při porovnání s vlkem indickým je větší, ale nemá černou špičku ocasu.

## Chování, reprodukce
Vlci jsou teritoriální zvířata, žijící ve smečkách. Smečka obsahuje 2 až 20 zvířat. Obvyklý počet je osm zvířat ve smečce. V čele smečky je chovný pár, tedy alfa samec a samice. Mongolští vlci výborně spolupracují při lovu velké kořisti. Stejně jako ostatní šelmy psovité si také vlci označují své území. Pro značení nejčastěji používají moč.
K páření dochází od ledna do dubna v závislosti na zeměpisné šířce. Větší zeměpisná šířka znamená pozdější páření. Období březosti trvá dva měsíce. Mláďata se rodí slepá a hluchá. Jsou tedy zcela závislá na matce. Mládě váží bezprostředně po narození cca 0,5 kg. V jednom vrhu je průměrně 5 až 6 štěňat. Pohlavní dospělost dosáhnou za dva až tři roky. Po této době musí řada z nich opustit svou smečku. Délka života je 6 až 10 let v divočině, v zajetí mohou žít dvojnásobek tohoto věku.

## Ohrožení
Jednou ze zemí, kde žijí mongolští vlci, je Čína. Největší výskyt vlků je v Ujgurské oblasti na severozápadě Číny a v oblasti Vnitřní Mongolsko na severovýchodě Číny. Nedávno provedené šetření populace vlků v oblasti Vnitřního Mongolska ukazuje, že jich zde žije více než 2000. Vzhledem k dlouhodobému lovu stav vlků v Číně výrazně poklesl. V minulosti se vlci vyskytovali téměř na celém území. Dnes jsou k nalezení spíše na sever od třicáté rovnoběžky. V oblasti Ťiang-če vlci téměř vyhynuli. Na severu, v lesích a na loukách jsou vlci k vidění vzácně, jen občas. V Číně stále neexistuje přírodní rezervace, určená pro vlky.
V Indii je celkový počet žijících vlků odhadován na 1000 až 2000 kusů. Menší část z uvedeného počtu žije v Himálaji. Místní název pro zdejšího vlka je vlk himálajský. Nedávné genetické výzkumy naznačují, že himálajský vlk, dosud označovaný jako Canis lupus chanco, by mohl být samostatným druhem (Canis himalayaensis). Přímo v Himálaji, v Dárdžilingu, který leží přibližně ve výšce 2000 metrů nad mořem, je zoologická zahrada, specializovaná na chov ohrožených druhů zvířat. Mimo jiné taky na chov mongolských vlků. V této zoologické zahradě bylo ke dni 31.3. 2009 chováno celkem 7 mongolských vlků, z toho dva samci a pět samic.